# Schreineria dunensis
Schreineria dunensis är en stekelart som beskrevs av Gupta 1983. Schreineria dunensis ingår i släktet Schreineria och familjen brokparasitsteklar. Inga underarter finns listade i Catalogue of Life.